# أسينابين
يُباع لأسينابين تحت الاسمين التجاريين سافريس وسيكريست وغيرهما، وهو مضاد غير نمطي للذهان يُستخدم لعلاج الفصام والهوس الحاد المرتبط بالاضطراب ثنائي القطب .
يُشتق الأسينابين كيميائيًا عن طريق تغيير التركيب الكيميائي لمضاد الاكتئاب الميانسيرين رباعي الكريات. 

## الاستخدامات الطبية
وافقت إدارة الغذاء والدواء FDA على استخدام أسينابين للعلاج الحالات الحادة للبالغين المصابين بالفصام والحالات الحادة من نوبات الهوس أو النوبات المختلطة المرتبطة باضطراب ثنائي القطب من النوع الأول مع أو بدون أعراض ذهانية.  كما تمت الموافقة في أستراليا على استخدام أسينابين في علاج ما يلي: 
- الفصام
- حالات الهوس الحاد أو النوبات المختلطة المرتبطة بالاضطراب ثنائي القطب لمدة تصل إلى 6 أشهر
- كجرعة وقائية، أو كعلاج وحيد، لاضطراب ثنائي القطب

في الاتحاد الأوروبي والمملكة المتحدة، يتم ترخيص الآسينابين فقط للاستخدام كعلاج لهوس حاد في الاضطراب الثنائي القطب.
يُمتص الأسينابين بسهولة إذا تم تناوله تحت اللسان ، ويتم امتصاصه بشكل سيء عند البلع. 

### الفصام
لا يوجد سوى دليل ضعيف يدعم استخدام لعلاج مرض الفصام، مما يجعل من الصعب التوصية به لهذا الاستخدام. 

### الهوس الحاد
بالنسبة لفعاليته في علاج الهوس الحاد، أظهر التحليل التلوي مؤخرًا أنه ينتج تحسينات صغيرة نسبيًا في أعراض الهوس في المرضى الذين يعانون من الهوس الحاد والنوبات المختلطة من معظم مضادات الذهان الأخرى (باستثناء زيبراسيدون) مثل الريسبيريدون وأولانزابين. وكانت معدلات التسرب (في التجارب السريرية) مرتفعة بشكل غير عادي مع الأسينابين.  وفقًا للتحليل اللاحق الذي تم إجراؤه على تجربتين سريريتين لمدة 3 أسابيع، فقد يكون له بعض التأثيرات المضادة للاكتئاب في المرضى الذين يعانون من الهوس الحاد أو الحلقات المختلطة. 

## الآثار السلبية
حالات التأثير الضار
الآثار الضارة الشائعة (> 10٪) تشمل:
- نعاس

الآثار الضارة الشائعة (1-10 ٪) تشمل:
- زيادة الوزن
- زيادة الشهية
- الآثار الجانبية خارج هرمية (مثل خلل التوتر، أكاثيسيا، خلل الحركة، صلابة العضلات، الشلل الرعاش)
- سكون
- دوخة
- خلل الذوق
- نقص الإحساس بالفم
- زيادة مستويات إنزيم ألانين أمينوترفراز
- إعياء

الآثار غير المألوفة (حدوث 0.1-1 ٪) تشمل ما يلي:
- ارتفاع السكر في الدم
- إغماء
- تشنج
- تلعثم
- بطء القلب الجيبي
- حزمة كتلة فرع
- إطالة فترة كيو تي. [13]
- عدم انتظام دقات القلب الجيوب الأنفية
- هبوط ضغط الدم الانتصابى
- انخفاض ضغط الدم
- تورم اللسان
- عسر البلع (صعوبة البلع)
- ألم اللسان
- مخدر الفم

الآثار السلبية النادرة (0.01-0.1٪) تشمل:
- متلازمة مضادات الذهان الخبيثة (مزيج من الحمى، وتصلب العضلات، وزيادة معدل التنفس، تعرق، وانخفاض الوعي، وتغيير مفاجئ في ضغط الدم ومعدل ضربات القلب)
- خلل الحركة المتأخر
- اضطراب الكلام
- انحلال الربيدات
- وذمة وعائية
- خلل التنسج الدموي مثل ندرة المحببات ونقص الكريات البيض وقلة العدلات
- اضطراب التكيف
- الانسداد الرئوي
- تثدي الرجل
- ثر اللبن

الآثار الضارة حدوث غير معروف
- رد فعل تحسسي
- متلازمة تململ الساقين
- غثيان
- تقرحات الفم
- فرط إفراز اللعاب
- زيداة إفراز البرولاكتين

## التاريخ
طوّرت شركة شيرينغ بلاو الأسينابين لأول مرة بعد اندماجها مع شركة أورغانون الدولية في 19 نوفمبر 2007. رغم أن تجارب المرحلة الثالثة بدأت بينما كانت لا تزال شركة أورغانون جزءًا من شركة أكزو نوبل.  تشير البيانات الأولية إلى أنه يحتوي على الحد الأدنى من الآثار الجانبية المضادة للكولين والقلب والأوعية الدموية، فضلاً عن الحد الأدنى من زيادة الوزن. شارك أكثر من 3000 شخص في التجارب السريرية للأسينابين، ووافقت إدارة الأغذية والعقاقير على تصنيعه في أغسطس 2009. 